# Bernd Träger

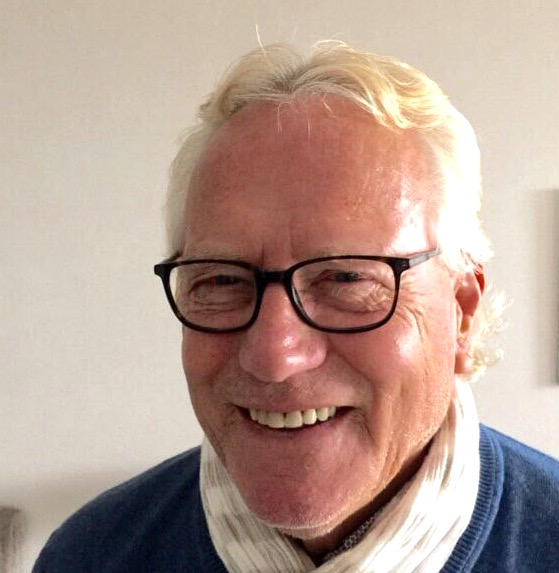
Bernd Träger, 2017

Bernd Träger (* 26. März 1939 in Berlin) ist ein deutscher Journalist, Radio- und Fernsehreporter, Moderator für Politik, Kultur, Sport und Aktuelles Zeitgeschehen.

## Biografie
Bernd Täger wuchs in Berlin auf.
Nach der Eignungsprüfung vor der paritätischen Prüfungskommission des Deutschen Bühnenvereins (DBV), unter der Leitung von Hilde Körber, Direktorin des Max-Reinhardts-Seminars und dem Schauspieler Rudolf Fernau, besuchte er die Schauspielschule Marlise Ludwig (Berlin). Danach absolvierte er eine Ausbildung zum Rundfunksprecher beim Sender Freies Berlin (SFB) (Studio Maria Will) und dem Regisseur Helmut Ziegner (RIAS Berlin).
Ab 1963 arbeitete er als freier Reporter beim Rundfunk im amerikanischen Sektor (RIAS Berlin) (Zeitfunk und Sport).
Aus Protest gegen den Vietnamkrieg der USA beendete er die Tätigkeit für den RIAS. In der Folgezeit arbeitete Träger als Regieassistent, Produktionsassistent, Regisseur, Synchronsprecher und Herstellungsleiter bei verschiedenen deutschen Produktionsfirmen.
Ab 1972 führte er die journalistische Tätigkeit beim Sender Freies Berlin (SFB) als Reporter und Kommentator in freier Mitarbeit fort.
1976 erhielt er die Festanstellung beim SFB als selbstständiger Reporter mit Moderationsverpflichtung in den Abteilungen Sport/Hauptabteilung Politik und aktuelles Zeitgeschehen. Träger war Autor und Moderator der Sendereihe „Standpunkte“ im Ersten Fernsehprogramm (ARD/SFB).
Von 1982 bis 1991 war Bernd Träger erster Redakteur, Leiter der politischen Fernsehredaktion des Norddeutschen Rundfunks (NDR) in Hannover und Moderator der Sendereihe „Niedersachsenforum“, Moderator der Sendung „Hallo Niedersachsen“, Parlamentsberichterstatter aus dem Niedersächsischen Landtag, Moderator der Sendung „Sport 3“ und „Sportschau der Nordschau“.
Ab 1991 bis 1993 war er Bereichsleiter Fernsehen und Stellvertreter des Landesfunkhaus-Direktors beim Mitteldeutschen Rundfunk  (MDR) in Magdeburg.
Bernd Träger ist verheiratet und lebt in Berlin.

## Engagement
- Mitglied des Deutschen Journalisten-Verbandes seit 1974
- Vorsitzender des Fachausschusses Sport der FDP in Berlin (1977)
- Mitglied des Bundesfachausschusses der FDP in Bonn (1979)
- Gründer der DAG-Betriebsgruppe Hannover (1982)
- Mitglied des Gesamtpersonalrates für die DAG (1982–1986)[3]
- Mitglied der Niedersächsischen Landespressekonferenz (1982–1991)
- Initiator und Mitglied der Bürgerinitiative „Dank an die Alliierten“ in Berlin (2014)[4]
- Co/Produzent – Kinder Europas
- Co/Produzent – Die Gedanken sind frei, History
- Mitherausgeber – Werke von Ingo Insterburg (Dichter, Musiker, Maler)[5]

## Filmografie
- Vorsicht bei grauen Schläfen (1965)
- Mit dem Strom (1972)
- Werwölfe (1973)